# Campionatul European de Volei Feminin din 2019
Campionatul European de Volei Feminin din 2019 este cea de-a treizeci și una ediție a Campionatului European de Volei organizată de CEV. Este găzduită de Polonia, Slovacia, Turcia și Ungaria din 23 august până în 6 septembrie 2019.

## Calificări
| Modul de calificare                            | Calificare | Modul de calificare | Modul de calificare | Calificare |
| ---------------------------------------------- | ---------- | ------------------- | ------------------- | ---------- |
| Țări gazdă                                     | TUR        | Calificări          | Grupa A             | BEL        |
| Țări gazdă                                     | POL        | Calificări          | Grupa A             | SLO        |
| Țări gazdă                                     | UNG        | Calificări          | Grupa B             | CRO        |
| Țări gazdă                                     | SVK        | Calificări          | Grupa B             | ELV        |
| Campionatul European de Volei Feminin din 2017 | SRB        | Calificări          | Grupa C             | GRE        |
| Campionatul European de Volei Feminin din 2017 | OLA        | Calificări          | Grupa C             | UCR        |
| Campionatul European de Volei Feminin din 2017 | AZE        | Calificări          | Grupa D             | FRA        |
| Campionatul European de Volei Feminin din 2017 | ITA        | Calificări          | Grupa D             | POR        |
| Campionatul European de Volei Feminin din 2017 | RUS        | Calificări          | Grupa E             | EST        |
| Campionatul European de Volei Feminin din 2017 | BLR        | Calificări          | Grupa E             | FIN        |
| Campionatul European de Volei Feminin din 2017 | GER        | Calificări          | Grupa F             | SPA        |
| Campionatul European de Volei Feminin din 2017 | BUL        | Calificări          | Grupa F             | ROU        |
| Total 24                                       |            |                     |                     |            |

## Componența grupelor
Tragerea la sorți a fost realizată ținând cont de mai multe criterii:
1. Cele patru țări organizatoare au fost incluse automat în grupele preliminare, astfel: Turcia în Grupa A, Polonia în Grupa B, Ungaria în Grupa C și Slovacia în Grupa D.
2. Primele două cele mai bine clasate echipe la ediția anterioară a Campionatului European au fost incluse în grupe preliminare diferite,
3. Conform clasamentului echipelor naționale CEV de la 2 octombrie 2017, federațiile naționale au fost incluse în urnele tragerii la sorți în ordinea descrescătoare.

| Urna 1          | Urna 2          | Urna 3          | Urna 4          | Urna 5          |
| --------------- | --------------- | --------------- | --------------- | --------------- |
| SRB RUS ITA OLA | GER BEL BUL CRO | BLR UCR AZE FRA | ROU SPA FIN POR | ELV SLO GRE EST |

Rezultat
Tragerea la sorți a avut loc la 23 ianuarie 2019 la Basketmakers' Kiosk în Istanbul.
| Grupa A | Grupa B | Grupa C | Grupa D |
| ------- | ------- | ------- | ------- |
| TUR     | POL     | UNG     | SVK     |
| SRB     | ITA     | OLA     | RUS     |
| BUL     | BEL     | CRO     | GER     |
| FRA     | UCR     | AZE     | BLR     |
| FIN     | POR     | ROU     | SPA     |
| GRE     | SLO     | EST     | ELV     |

## Arene
| Grupa A, Rundele eliminatorii | Grupa A, Rundele eliminatorii | Grupa B, Optimi de finală, Sferturi de finală | Grupa B, Optimi de finală, Sferturi de finală |
| ----------------------------- | ----------------------------- | --------------------------------------------- | --------------------------------------------- |
| Ankara, Turcia                | Ankara                        | Łódź, Polonia                                 | Łódź                                          |
| Ankara Arena                  | Ankara                        | Atlas Arena                                   | Łódź                                          |
| Capacitate: 10.400            | Ankara                        | Capacitate: 13.805                            | Łódź                                          |
|                               | Ankara                        |                                               | Łódź                                          |
| Grupa C, Optimi de finală     | Grupa C, Optimi de finală     | Grupa D, Optimi de finală                     | Grupa D, Optimi de finală                     |
| Budapesta, Ungaria            | Budapesta                     | Bratislava, Slovacia                          | Bratislava                                    |
| Budapest Sports Arena         | Budapesta                     | Ondrej Nepela Arena                           | Bratislava                                    |
| Capacitate: 12.000            | Budapesta                     | Capacitate: 10.055                            | Bratislava                                    |
|                               | Budapesta                     |                                               | Bratislava                                    |

## Reguli de clasare
1. Numărul de meciuri câștigate
2. Numărul de puncte
3. Raportul de seturi
4. Raportul de puncte
5. Dacă egalitatea continuă după raportul de puncte dintre două echipe, prioritatea va fi acordată echipei care a câștigat ultimul meci dintre ele. Atunci când raportul de puncte este egal între trei sau mai multe echipe, se va realiza un clasament între aceste echipe ținându-se cont de primele 3 reguli și se va face luând în considerare doar meciurile în care echipele s-au întâlnit între ele.

Meciul câștigat 3–0 sau 3–1: 3 puncte de meci pentru câștigător, 0 puncte de meci pentru învingător
Meciul câștigat 3–2: 2 puncte de meci pentru câștigător, 1 punct de meci pentru învingător

## Faza preliminară
| Calificare pentru optimile de finală |

### Grupa A
| L | Echipa   | P  | M | V | Î | SC | SP | Ratio | PP  | PÎ  | Ratio |
| - | -------- | -- | - | - | - | -- | -- | ----- | --- | --- | ----- |
| 1 | Serbia   | 15 | 5 | 5 | 0 | 15 | 3  | 5,000 | 431 | 358 | 1,204 |
| 2 | Turcia   | 11 | 5 | 4 | 1 | 13 | 6  | 2,167 | 440 | 373 | 1,180 |
| 3 | Bulgaria | 7  | 5 | 2 | 3 | 10 | 9  | 1,111 | 405 | 393 | 1,031 |
| 4 | Grecia   | 6  | 5 | 2 | 3 | 6  | 10 | 0,600 | 330 | 374 | 0,882 |
| 5 | Finlanda | 4  | 5 | 1 | 4 | 6  | 13 | 0,462 | 394 | 428 | 0,921 |
| 6 | Franța   | 2  | 5 | 1 | 4 | 5  | 14 | 0,357 | 363 | 437 | 0,831 |

### Grupa B
| L | Echipa     | P  | M | V | Î | SC | SP | Ratio | PP  | PÎ  | Ratio |
| - | ---------- | -- | - | - | - | -- | -- | ----- | --- | --- | ----- |
| 1 | Italia     | 13 | 5 | 4 | 1 | 14 | 3  | 4,667 | 399 | 295 | 1,353 |
| 2 | Polonia    | 12 | 5 | 4 | 1 | 14 | 6  | 2,333 | 453 | 377 | 1,202 |
| 3 | Belgia     | 11 | 5 | 4 | 1 | 12 | 6  | 2.000 | 420 | 361 | 1,163 |
| 4 | Slovenia   | 5  | 5 | 2 | 3 | 6  | 11 | 0,545 | 341 | 377 | 0,905 |
| 5 | Ucraina    | 4  | 5 | 1 | 4 | 6  | 12 | 0,500 | 343 | 407 | 0,843 |
| 6 | Portugalia | 0  | 5 | 0 | 5 | 1  | 15 | 0,067 | 260 | 399 | 0,652 |

### Grupa C
| L | Echipa      | P  | M | V | Î | SC | SP | Ratio | PP  | PÎ  | Ratio |
| - | ----------- | -- | - | - | - | -- | -- | ----- | --- | --- | ----- |
| 1 | Olanda      | 15 | 5 | 5 | 0 | 15 | 0  | MAX   | 375 | 251 | 1,494 |
| 2 | Azerbaidjan | 10 | 5 | 4 | 1 | 12 | 7  | 1,714 | 426 | 388 | 1,098 |
| 3 | Croația     | 10 | 5 | 3 | 2 | 11 | 8  | 1,375 | 443 | 422 | 1,050 |
| 4 | România     | 6  | 5 | 2 | 3 | 7  | 11 | 0,636 | 386 | 437 | 0,883 |
| 5 | Ungaria     | 3  | 5 | 1 | 4 | 4  | 12 | 0,333 | 348 | 379 | 0,918 |
| 6 | Estonia     | 1  | 5 | 0 | 5 | 4  | 15 | 0,267 | 360 | 461 | 0,781 |

### Grupa D
| L | Echipa   | P  | M | V | Î | SC | SP | Ratio | PP  | PÎ  | Ratio |
| - | -------- | -- | - | - | - | -- | -- | ----- | --- | --- | ----- |
| 1 | Germania | 14 | 5 | 5 | 0 | 15 | 4  | 3,750 | 444 | 381 | 1,165 |
| 2 | Rusia    | 13 | 5 | 4 | 1 | 14 | 3  | 4.667 | 409 | 304 | 1,345 |
| 3 | Slovacia | 8  | 5 | 3 | 2 | 10 | 8  | 1.250 | 389 | 402 | 0,968 |
| 4 | Spania   | 5  | 5 | 2 | 3 | 7  | 12 | 0,583 | 415 | 446 | 0,930 |
| 5 | Elveția  | 4  | 5 | 1 | 4 | 5  | 13 | 0,385 | 375 | 428 | 0,876 |
| 6 | Belarus  | 1  | 5 | 1 | 4 | 4  | 15 | 0,267 | 378 | 449 | 0,842 |

## Runda finală
|  | Optimi de finală     | Optimi de finală |                |   | Sferturi de finală | Sferturi de finală |                |                | Semifinale | Semifinale |  |  | Finala | Finala |
|  |                      |                  |                |   |                    |                    |                |                |            |            |  |  |        |        |
|  | Ankara, Turcia       |                  |                |   |                    |                    |                |                |            |            |  |  |        |        |
|  |                      |                  |                |   |                    |                    |                |                |            |            |  |  |        |        |
|  | Serbia               | 3                |                |   |                    |                    |                |                |            |            |  |  |        |        |
|  | Serbia               | 3                | Ankara, Turcia |   |                    |                    |                |                |            |            |  |  |        |        |
|  | România              | 0                |                |   |                    |                    |                |                |            |            |  |  |        |        |
|  | România              | 0                | Serbia         | 3 |                    |                    |                |                |            |            |  |  |        |        |
|  | Budapesta, Ungaria   |                  | Serbia         | 3 |                    |                    |                |                |            |            |  |  |        |        |
|  |                      | Bulgaria         | 0              |   |                    |                    |                |                |            |            |  |  |        |        |
|  | Azerbaidjan          | Bulgaria         | 0              | 0 |                    |                    |                |                |            |            |  |  |        |        |
|  | Azerbaidjan          |                  | Ankara, Turcia | 0 |                    |                    |                |                |            |            |  |  |        |        |
|  | Bulgaria             | 3                |                |   |                    |                    |                |                |            |            |  |  |        |        |
|  | Bulgaria             | 3                | Serbia         | 3 |                    |                    |                |                |            |            |  |  |        |        |
|  | Bratislava, Slovacia |                  | Serbia         | 3 |                    |                    |                |                |            |            |  |  |        |        |
|  |                      | Italia           | 1              |   |                    |                    |                |                |            |            |  |  |        |        |
|  | Italia               | Italia           | 1              | 3 |                    |                    |                |                |            |            |  |  |        |        |
|  | Italia               | Łódź, Polonia    |                | 3 |                    |                    |                |                |            |            |  |  |        |        |
|  | Slovacia             | 0                |                |   |                    |                    |                |                |            |            |  |  |        |        |
|  | Slovacia             | 0                | Italia         | 3 |                    |                    |                |                |            |            |  |  |        |        |
|  | Bratislava, Slovacia |                  | Italia         | 3 |                    |                    |                |                |            |            |  |  |        |        |
|  |                      | Rusia            | 1              |   |                    |                    |                |                |            |            |  |  |        |        |
|  | Rusia                | Rusia            | 1              | 3 |                    |                    |                |                |            |            |  |  |        |        |
|  | Rusia                |                  | Ankara, Turcia | 3 |                    |                    |                |                |            |            |  |  |        |        |
|  | Belgia               | 1                |                |   |                    |                    |                |                |            |            |  |  |        |        |
|  | Belgia               | 1                | Serbia         | 3 |                    |                    |                |                |            |            |  |  |        |        |
|  | Ankara, Turcia       |                  | Serbia         | 3 |                    |                    |                |                |            |            |  |  |        |        |
|  |                      | Turcia           | 2              |   |                    |                    |                |                |            |            |  |  |        |        |
|  | Turcia               | Turcia           | 2              | 3 |                    |                    |                |                |            |            |  |  |        |        |
|  | Turcia               | Ankara, Turcia   |                | 3 |                    |                    |                |                |            |            |  |  |        |        |
|  | Croația              | 2                |                |   |                    |                    |                |                |            |            |  |  |        |        |
|  | Croația              | 2                | Turcia         | 3 |                    |                    |                |                |            |            |  |  |        |        |
|  | Budapest, Ungaria    |                  | Turcia         | 3 |                    |                    |                |                |            |            |  |  |        |        |
|  |                      | Olanda           | 0              |   |                    |                    |                |                |            |            |  |  |        |        |
|  | Olanda               | Olanda           | 0              | 3 |                    |                    |                |                |            |            |  |  |        |        |
|  | Olanda               |                  | Ankara, Turcia | 3 |                    |                    |                |                |            |            |  |  |        |        |
|  | Grecia               | 0                |                |   |                    |                    |                |                |            |            |  |  |        |        |
|  | Grecia               | 0                | Turcia         | 3 |                    |                    |                |                |            |            |  |  |        |        |
|  | Łódź, Polonia        |                  | Turcia         | 3 |                    |                    |                |                |            |            |  |  |        |        |
|  |                      | Polonia          | 1              |   | Finala mică        | Finala mică        |                |                |            |            |  |  |        |        |
|  | Polonia              | Polonia          | 1              | 3 | Finala mică        | Finala mică        |                |                |            |            |  |  |        |        |
|  | Polonia              | Łódź, Polonia    | Łódź, Polonia  | 3 |                    |                    | Ankara, Turcia | Ankara, Turcia |            |            |  |  |        |        |
|  | Spania               | Łódź, Polonia    | Łódź, Polonia  |   |                    |                    | Ankara, Turcia | Ankara, Turcia |            |            |  |  |        |        |
|  | Polonia              | 3                | Italia         | 3 |                    |                    |                |                |            |            |  |  |        |        |
|  | Polonia              | 3                | Italia         | 3 | Łódź, Polonia      |                    |                |                |            |            |  |  |        |        |
|  |                      | Germania         | 2              |   | Polonia            | 0                  |                |                |            |            |  |  |        |        |
|  | Germania             | Germania         | 2              | 3 | Polonia            | 0                  |                |                |            |            |  |  |        |        |
|  | Germania             |                  |                | 3 |                    |                    |                |                |            |            |  |  |        |        |
|  | Slovenia             | 0                |                |   |                    |                    |                |                |            |            |  |  |        |        |
|  | Slovenia             | 0                |                |   |                    |                    |                |                |            |            |  |  |        |        |

## Clasamentul final
| Loc | Echipă      |
| --- | ----------- |
| 1   | Serbia      |
| 2   | Turcia      |
| 3   | Italia      |
| 4.  | Polonia     |
| 5.  | Olanda      |
| 6.  | Germania    |
| 7.  | Rusia       |
| 8.  | Bulgaria    |
| 9.  | Belgia      |
| 10. | Azerbaidjan |
| 11. | Croația     |
| 12. | Slovacia    |
| 13. | România     |
| 14. | Grecia      |
| 15. | Spania      |
| 16. | Slovenia    |
| 17. | Ucraina     |
| 18. | Finlanda    |
| 19. | Elveția     |
| 20. | Ungaria     |
| 21. | Franța      |
| 22. | Belarus     |
| 23. | Estonia     |
| 24. | Portugalia  |

| Campionatul European de Volei feminin din 2019 SRB Al treilea titlu |